# Jeannine Gramick
Jeannine Gramick (Filadelfia, 1942) è una religiosa statunitense.
È nota in tutto il mondo per il suo impegno a favore di una piena accettazione delle persone gay, lesbiche e trans nella chiesa cattolica e nella società.

## Biografia
Suor Jeannine è nata a Filadelfia da una famiglia di cattolici polacchi e ha frequentato scuole cattoliche fino al liceo. Si è trasferita a Baltimora nel 1960 per aderire alle Suore scolastiche di Nostra Signora (School Sisters of Notre Dame) e ha insegnato matematica alle scuole superiori per tutti gli anni sessanta. In seguito, all'inizio degli anni settanta, è diventata professore associato di matematica presso il College of Notre Dame of Maryland.
Laureata nel 1969 all'Università di Notre Dame con un master (M.Sc.) suor Jeannine ha ottenuto un dottorato (Ph.D.) dall'Università della Pennsylvania nel 1975.
Ha fondato tre sezioni (“chapters”) di Dignity USA a Baltimora, Washington e Philadelphia, come pure la Conferenza delle lesbiche cattoliche. È stata inoltre la cofondatrice, con padre Robert Nugent, di New Ways Ministry, un'organizzazione cattolica impegnata per la giustizia e la tutela dei diritti delle persone gay e lesbiche nella chiesa e nella società civile.
Diverse pubblicazioni scritte e curate da suor Jeannine illustrano ulteriormente la sua posizione e la sua attività: "Homosexuality and the Catholic Church," "Homosexuality in the Priesthood and Religious Life," "The Vatican and Homosexuality," "Voices of Hope: A Collection of Positive Catholic Writings on Lesbian/Gay Issues."
È coautrice con padre Nugent di "Building Bridges: Gay and Lesbian Reality and the Catholic Church," la cui edizione italiana (dal titolo “Anime gay”) è stata curata da Andrea Ambrogetti e pubblicata nel 2003 dagli Editori Riuniti. Negli anni successivi il libro è stato presentato personalmente da suor Jeannine in molte città italiane, tra le quali, Caserta, Napoli, Roma, Bologna e Milano.
Ha fatto parte dei board di varie organizzazioni: National Assembly of Women Religious, Religious Network of Equality for Women, Lambda Legal Defense and Education Fund, Women's Ordination Conference e della National Coalition of American Nuns.
Il documentario In Good Conscience: Sister Jeannine Gramick's Journey of Faith, girato dalla regista americana Barbara Rick, racconta la lunga attività di suor Jeannine per la liberazione delle persone gay e lesbiche come pure le contrapposizioni con il Vaticano. Il documentario è stato presentato nel 2004 al Festival internazionale di film con tematiche omosessuali "Da Sodoma a Hollywood" di Torino, con la partecipazione della regista.

## Controversie
L'impegno di suor Jeannine non ha mancato di suscitare controversie.
Nel 1984, evocando alcune ambiguità nella presentazione dell'insegnamento della chiesa sull'omosessualità, l'arcivescovo di Washington le ha proibito di partecipare a qualunque attività pastorale relativa alle persone omosessuali che si tenesse nella sua arcidiocesi.
La Congregazione vaticana per gli istituti di vita consacrata ha ordinato a lei e a padre Nugent di distaccarsi da New Ways Ministy e dichiarare che essi non stavano conducendo una pastorale per le persone omosessuali priva di una fedele presentazione dell'insegnamento della chiesa sull'omosessualità. Nel 1988 ha aperto una indagine sui due che, dopo la pubblicazione dei loro libri, contenenti possibili errori dottrinali, è stata trasferita nel 1995 alla Congregazione per la dottrina della fede, presieduta allora dal cardinale Ratzinger.
Nel 1999, al termine di un lungo scambio epistolare con gli interessati, la Congregazione ha pubblicato una notificazione secondo cui gli scritti e le attività dei due autori erano inaccettabili sul piano dottrinario e avevano mancato nel presentare in modo corretto e completo l'insegnamento della chiesa cattolica sull'omosessualità. La notificazione proibiva ai due ogni ulteriore lavoro pastorale con le persone omosessuali. La proibizione non è stata rispettata, soprattutto da suor Jeannine.
La celebre invettiva con cui alcune religiose reagirono alla decisione (“Guai a voi uomini della curia vaticana, ipocriti! …”) è contenuta nelle appendici di “Anime gay”.
Nell'anno 2000, la congregazione religiosa di suor Jeannine, le School Sisters of Notre Dame, le ha chiesto di non esprimersi più pubblicamente sul tema dell'omosessualità. Suor Jeannine si è rifiutata, affermando pubblicamente “Scelgo di non collaborare alla mia stessa oppressione rinunciando a un mio diritto umano fondamentale" (quello alla libera espressione delle proprie opinioni). Suor Jeannine si è quindi trasferita alle Suore di Loreto ai piedi della Croce, un'altra congregazione di religiose cattoliche che appoggia il suo ministero di educazione e difesa delle persone gay e lesbiche.
Al termine della marcia del Word Pride tenutosi a Roma nel luglio 2000 nonostante l'opposizione vaticana e le incertezze della politica italiana, Nichi Vendola dedicò l'apertura del suo intervento proprio alla notificazione contro suor Gramick e padre Nugent.
Nel 2014 è stata tra i firmatori di una lettera aperta al presidente Obama con la quale si chiedeva di incrementare i fondi per l'interruzione di gravidanza nei casi di violenza sessuale, incesto e pericolo per la vita all'estero, attualmente proibita dalla legge.
Nell'aprile 2014, per decisione del vescovo locale, è stato impedito a suor Gramick di parlare nel territorio della diocesi di Charlotte. Un portavoce della diocesi, da parte del vescovo Jugis, ha affermato “Non vogliamo che qualcuno che si oppone all'insegnamento cattolico insegni in una diocesi cattolica”. L'evento, intitolato, “Welcoming LGBT People and Their Families in Faith Communities”, era programmato presso la locale chiesa di San Pietro, si è svolto successivamente in una chiesa battista.
In seguito all'elezione di papa Francesco, in diverse occasioni suor Jeannine ha auspicato che, come viene chiamato in America, “the pope Francis effect”, possa tradursi in una concreta e duratura accettazione degli omosessuali nella chiesa e nella società.
Nell'ottobre del 2015 ha parlato a Roma alla conferenza mondiale “Ways of Love”, tenutasi a ridosso della seconda sessione del sinodo sulla famiglia”  e promossa da una rete internazionale di 13 organizzazioni di/con i cattolici glbt.